# Round Island (Mauritius)
Round Island (ang.), Île Ronde (fr.) – wyspa w archipelagu Maskarenów, leżąca na Oceanie Indyjskim i należąca do Mauritiusa.

## Geografia
Round Island jest położona 22,5 km na północny wschód od wyspy Mauritius. Powierzchnia wyspy wynosi 2,14 km², a najwyższe wzniesienie na wyspie liczy 280 m n.p.m. Wyspa jest niezamieszkana, a dostęp do niej drogą wodną jest trudny i niebezpieczny z powodu całkowicie skalistego wybrzeża i, zwykle, silnego wzburzenia morza. Najlepszym sposobem na dotarcie na wyspę jest helikopter. Aura wyspy jest ciepła i wietrzna z najsuchszym okresem od września do listopada, a najwilgotniejszym od grudnia do marca. W porze wilgotnej występować mogą cyklony. Zimą temperatura wynosi zwykle między 22 a 30 °C, zaś latem dochodzi do 50 °C.
Wyspa ta stanowi bazaltowy stożek wulkaniczny powstały prawdopodobnie między 25 a 100 tysiącami lat temu. Charakteryzuje się stromymi, zwłaszcza w górnej ⅓, stokami i występowaniem wyłącznie nagich skał w górnej ½ wysokości.

## Środowisko naturalne

### Flora
Na Round Island znajdują się ostatnie fragmenty bogatych nizinnych zbiorowisk palmowych (mauritian palm-savanna), które dawniej pokrywały suche nizinne części Mauritiusa. Zbiorowiska te współtworzą taksony endemiczne jak hioforba butelkowa, Lomatophyllum tormentorii czy krytycznie zagrożona Dictyosperma album var. conjugatum, której jedyny okaz przetrwał na tej wyspie. Na zachodnich i północnych stokach dominującą palmą jest latania sinolistna. Na uwagę zasługuje Pandanus vandermeerschii, którego największa populacja przetrwała na Round Island oraz dwa jedyne gatunki drzew liściastych, które przetrwały zniknięcie z wyspy lasów liściastych: Gagnebina pterocarpa i Fernelia buxifolia.

### Fauna
Wyspa jest znana ze swej herpetofauny, obejmującej 7 lub 8 gatunków gadów, z których wszystkie są maurytyjskimi endemitami. Należą tu: Phelsuma guentheri i Nactus serpensinsula z rodziny gekonowatych, Leiolopisma telfairi i Gongylomorphus bojerii z rodziny scynkowatych oraz węże Casarea dussumieri i prawdopodobnie już wymarły Bolyeria multocarinata. Do stawonogów wyspy należą: endemiczny pluskwiak Asterolecianum dictyospermae oraz parecznik Scolopendra abnormis, znany jeszcze tylko z Serpent Island.
Round Island stanowi również siedlisko licznych ptaków morskich, w tym gatunków kluczowych IBA: Pterodoma arminjoniana, Puffinus pacificus, faetona czerwonosternego i faetona żółtodziobego. Ponadto spotykane są tu petrel wulkaniczny, Pterodoma nigripennis, burzyk równikowy, burzyk mały, Puffinus carneipes i Bulweria bulwerii.

## Ochrona
W 1957 roku na wyspie ustanowiono rezerwat Île Ronde Nature Reserve (ang. Round Island Nature Reserve), który zajmuje 159 ha. Zarządzany jest on przez National Parks and Conservation Service oraz Mauritian Wildlife Foundation. W latach 80. XX wieku udało się wyplenić zawleczone tu kozy i króliki, co spowodowało znaczny rozrost rodzimej dla wyspy roślinności. Sukcesem zakończyła się także reintrodukcja kilku gatunków roślin liściastych. W 2001 roku wyspę ustanowiono ostoją ptaków IBA.
Na wyspie działa naukowa stacja badawcza.